# Kościół św. Bartłomieja w Morawicy
Kościół św. Bartłomieja Apostoła – rzymskokatolicki kościół parafialny znajdujący się w powiecie krakowskim, w gminie Liszki, w Morawicy.
Obiekt w skład którego wchodzi: kościół, plebania, dzwonnica, ogrodzenie oraz wzgórze kościelne (dawne zamkowe) wpisany został do rejestru zabytków nieruchomych województwa małopolskiego.

## Historia
W 1743 roku stary kościół rozebrano i do 1748 na jego miejscu zbudowano obecny. Kościół stoi na fundamentach dawnego zamku Toporczyków-Tęczyńskich. Fundatorami byli August Aleksander Czartoryski i jego żona Zofia z Sieniawskich, a architektem był Franciszek Placidi. Konsekrowany w roku 1755 przez biskupa Andrzeja Stanisława Załuskiego. Obok kościoła znajduje się kaplica rodziny Szybalskich z XIX wieku. Na cmentarzu m.in. kaplica Radziwiłłów z XIX wieku i grób kapitana Mieczysława Medweckiego .

## Architektura
Kościół późnobarokowy, murowany, orientowany, jednonawowy. Do prezbiterium nakrytego sklepieniem żaglastym, zamkniętego półkolistą apsydą, dobudowano jednakowe przybudówki przeznaczone na skarbiec i zakrystię. Nawa nakryta sklepieniem kolebkowym z lunetami na gurtach. Wewnątrz wokół świątyni, nad kapitelami biegnie gzyms ze stojącą na nim żelazną balustradą .

## Wystrój i wyposażenie
- w fasadzie portal z czarnego marmuru dębnickiego z herbami fundatorów[5];
- ołtarze późnobarokowe zdobione snycerką o motywach regencyjnych, prawdopodobnie projektu Franciszka Placidiego[5];
- obraz Matki Boskiej z Dzieciątkiem w typie Śnieżnej z sukienkami z XVII wieku, według tradycji pochodzący z kaplicy zamku Tenczyn[5];
- ornaty z XVII i XVIII wieku[5];
- barokowa chrzcielnica z marmuru dębnickiego, z 2 połowy XVII wieku nakryta ozdobną czaszą, o wyglądzie kielicha (zobacz), autorstwa Zielaskiego[3] ;
- szafka w ścianie (zobacz), w której dawniej były przechowywane oleje święte do chrztu i namaszczenia chorych[3] ;
- ambona późnobarokowa[3] .

### Dzwonnica
Wolno stojąca, murowana dzwonnica parawanowa w kształcie arkady z czasu budowy kościoła, z dzwonami „Jan” z 1726 roku, oraz „Maria” i „Bartłomiej” z 1975 roku .

### Plebania
W 1666 roku jedną z partii zamku w Morawicy zaadaptowano na plebanię i częściowo przebudowano po 1871. Pod murowanym, dwupiętrowym budynkiem zachowały się wykute w litej skale podziemne chodniki umożliwiające ucieczkę podczas oblężenia. Na parterze trzy izby sklepione kolebkowo. W budynku znajduje się tablica fundacyjna z 1666 roku, oraz portrety Augusta Aleksandra Czartoryskiego z połowy XVIII wieku i Zofii z Czartoryskich Lubomirskiej z początku XIX wieku .